# Église Saint-Germain d'Arquenay
Pour les articles homonymes, voir Église Saint-Germain.
L'église Saint-Germain d'Arquenay - qui fut à la fois priorale et paroissiale - présente la forme d'une croix latine. Ses architectures anciennes ont été très remaniées ; elles soutiennent des voûtes en bois et une charpente apparente. Percé d'un fenestrage gothique, l'édifice abrite au maître-autel, un retable du XVIIe siècle qui a conservé son tableau d'origine : « La Résurrection » et des statues en terre cuite polychromes. Les retables latéraux datent du XIXe siècle. Le dos de l'autel est en marbre noir de Louverné.
L'inventaire se déroula le 12 février 1906.

## Sources
« Église Saint-Germain d'Arquenay », dans Alphonse-Victor Angot et Ferdinand Gaugain, Dictionnaire historique, topographique et biographique de la Mayenne, Laval, A. Goupil, 1900-1910 [détail des éditions] (BNF 34106789, présentation en ligne)